# Austrodecus pushkini
Austrodecus pushkini is een zeespin uit de familie Austrodecidae. De soort behoort tot het geslacht Austrodecus. Austrodecus pushkini werd in 1994 voor het eerst wetenschappelijk beschreven door Child. 